# بينو س. شميت سينيور
بينو س. شميت سينيور (بالإنجليزية: Benno C. Schmidt, Sr.)‏ هو محامي أمريكي، ولد في 10 يناير 1913، وتوفي في 21 أكتوبر 1999.